# Список произведений Жака Оффенбаха

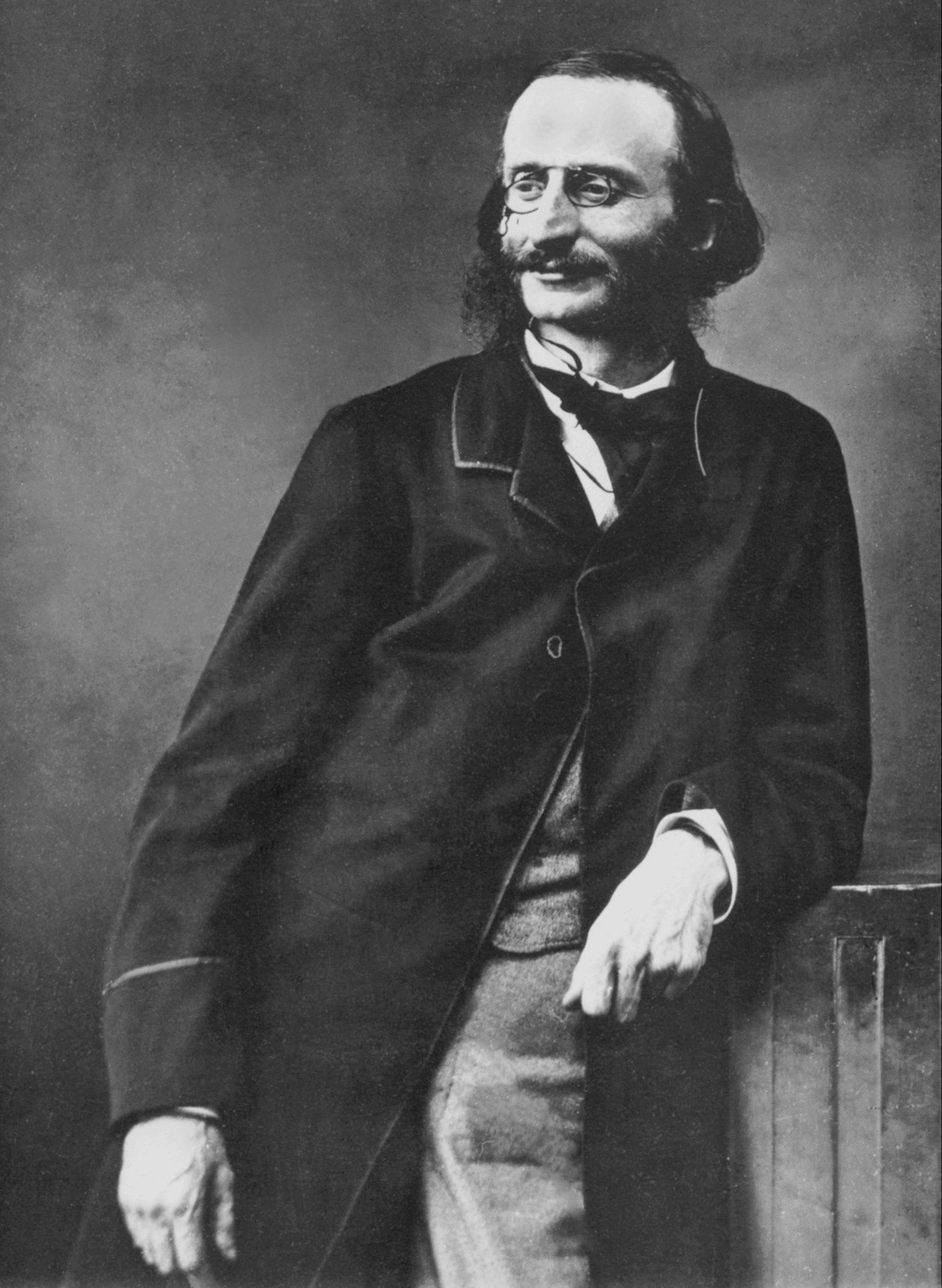
Жак Оффенбах

Список произведений французского композитора Жака Оффенбаха (1819—1880).
В начале своей карьеры Жак Оффенбах был известен как виолончелист-виртуоз, а затем как автор музыки для театра: он сочинил 98 оперетт в период с 1847 по 1880 год, а также 2 оперы. Среди его сочинений есть также серия вокальных и инструментальных произведений.

## Опубликованные и исполненные произведения

### Оперы
- Рейнские русалки (Рейнская ундина, 1864) — романтическая опера в 4-х актах. Премьера состоялась в театре Королевская опера в Вене 4 февраля 1864 года.
- Сказки Гофмана (1881)

### Балет
- Бабочка (1860) — фантастический балет в 2-х актах.

### Музыка для драматического театра
| - Un mariage sous la Régence (Guillard, 1850) - Le joueur de flûte (Ожье, 1850) - Valéria (Маке и Лакруа, 1851) - Mademoiselle de la Seiglière (Сандо, 1851) - Мнимый больной (Мольер, 1851/52) - Le bonhomme jadis (Мюрже, 1852) - Севильский цирюльник (Бомарше, 1852) | - Безумный день, или Женитьба Фигаро (Бомарше, 1852) - Murillo ou La corde du pendu (Langlé, 1853, также с музыкой Мейербера) - Ромул (Дюма, Фёйе, Бокаж, 1854) - Le songe d'une nuit d'hiver (Плувье, 1854) - La haine (Сарду, 1874) |

## Неопубликованные или незавершенные произведения
Список несценических произведений Жака Оффенбаха на основе списка, составленного и опубликованного в 1938 году Жаком Бриндежон-Оффенбахом в его биографии «Оффенбах, мой дед» (фр. Offenbach, mon grand-père). Список дополнен сведениями из работы «Жак Оффенбах» Жан-Клода Йона.

### Религиозные произведения (неопубликованные)
- In Memoriam (Большая торжественная симфония) или Марш и молитва (1871, неоконченное)

Включает тему из Надежды на Бога (Espoir en Dieu), написанную в 1851 году на поэму Виктора Гюго
- Agnus Dei для голоса и органа
- Ave Maria для голоса и органа
- Gloire à Dieu
- Le Cantique à l’Esprit-Saint, на слова Ламартина
- Près du Très-Haut

### Симфонические произведения
- Aus bester Quelle, вальс (1877)
- Hommage à Rossini (1843, неопубликованная рукопись)
- Le Désert (пародийная оратория, 1846, неопубликованная рукопись)
- Амазонки, сборник вальсов, посвященный Элен Фуль (Hélène Fould, ок. 1836)
- Nuits d’Espagne (фрагменты, неопубликованная рукопись)
- Offenbachiana (попурри, 1876)
- Réminiscences de la Lucie (неопубликованная рукопись)
- Réminiscences de Robert le Diable (1852, неопубликованная рукопись)

### Произведения для виолончели
- Adagio et Scherzo для четырех виолончелей
- Capriccio или Le Cor des Alpes, фантазия на Le Cor des Alpes Проха, op. 15 (1841)
- Каприз на романс из оперы «Жозеф» Мегюля, op. 27
- Каприз на Сомнамбулу Беллини, op. 32

или Фантазия на темы (мотивы) Сомнамбулы, Фантазия на Сомнамбулу (1848)
- Каприз на оперу Пуритане Беллини, op. 33
- Chant d'adieu, мелодия тарантеллы для виолончели (1847)
- Chant des mariniers galants de Rameau, op. 76, 1851
- Danse bohémienne (1844)
- Hexentanz (Танец ведьм, 1854)
- Дивертисмент на швейцарские песни для виолончели соло и струнного квартета, op. 1 (1833)

«Dédié avec déférence à son professeur M. Bernard Breuer par Jacob Offenbach»
«Посвящается с уважением моему преподавателю г-ну Бернарду Бройеру, Якоб Оффенбах»
- Двенадцать этюдов для виолончели и контрабаса, op. 78
- Школа виолончели (École du violoncelle) (1839)
- Этюды для виолончели(1850)
- Fantaisie facile et brillante, op. 74
- Фантазии на темы :
  - Жан-де-Пари Буальдьё, op. 70
  - Севильский цирюльник Россини, op. 71 (ок. 1854)
  - Свадьба Фигаро Моцарта, op. 72
  - Норма Беллини, op. 73
  - Ричард Львиное Сердце Гретри, op. 69 (ок. 1855)
  - Вильгельм Телль или Большая фантазия на мотивы «Вильгельма Телля» Россини (1848)
- Фантазия на польские темы (1839)
- Fantaisie sur la Lucie (1850)
- Фантазии-капризы на музыку :
  - Анна Болейн Доницетти
  - Беатриче ди Тенда Беллини
  - Любовный напиток Доницетти
  - Белая дама (La Dame blanche) Буальдьё
  - Паризина (Parisina) Доницетти
- Большой дуэт на мотивы Немой из Портичи Обера (1840)
- Grande fantaisie sur des thèmes russes (1841)
- Harmonies des bois (1851):
  - Le Soir, élégie dédiée à la vicomtesse de Beaumont
  - Les Larmes de Jacqueline, élégie dédiée à Mme Arsène Houssaye
- Сильфида, романс, op. 30
- Le Bananier, транскрипция фрагмента Готшалка (1850)
- Las Campañillas, фантазия (1847)
- Les Boules de neige, лендлер
- Китайский марш
- Quatrième Mazurka (op. 26)
- Квартет для четырех виолончелей (1849)
- Réminiscence des Alpes (1862)
- Тамбурин, на музыку Рамо, op. 75
- Тарантелла (ок. 1848)
- Три больших концертных дуэта для двух виолончелей, op. 43

### Произведения для виолончели и фортепиано
| Chants du soir (изд. 1839) - Au bord de la mer - Ballade du pâtre - Danse norvégienne - La Retraite - Prière du soir — Вечерняя молитва - Souvenir du bal | Rêveries (1839) - Chanson d’autrefois - La Harpe éolienne - Les Larmes - Polka de salon - Redowa brillante - Scherzo | - Harmonie du soir, Andante для виолончели и фортепиано, op. 68 (ок. 1850) - La Chanson de Berthe (1853) |

### Произведения для фортепиано
| - Kissi-Kissi, полька - Les Jeunes Filles ou Die Jungfrauen, вальс-сюита (1836, не издано) - Parade militaire - Polka burlesque (1873) - Polka des singes | - Postillon-polka (1852) - Quatrième mazurka de salon - Rébecca, suite de valses sur des motifs israëlites du quinzième siècle (1837, не издано) - Sum-Sum, полька - Вальс в четыре руки (неопубликованная рукопись) |

### Вокальные произведения

#### На французском языке
| - Absence - Aimons - Au pays qui me prend ma belle - C’est charmant - C’est le bûcheron - Ce noble ami - Ce que j’aime - Comme une ondine - De ton pays, la plage désolée… - Dors mon enfant - Douce brise du soir, duo - Doux ménéstrel, романс - Duo des deux grenadiers - Fanchette - Fi des amours - En répétant ce doux refrain - Espoir en Dieu (1851) - Gardez toujours le cœur fidèle - Hier la nuit d’été… - J'aime la rêverie, романс - J’étais né pour être honnête homme - Je suis la bohémienne - Jeanne la rousse, chanson rustique (1864) - Jobin - L’Arabe à son coursier - L’Attente, романс - L’aveu du page, романс - L’Émir du Bengali - L’Étoile - La Chanson de ceux qui n’aiment plus - La Croix de ma mère, chansonnette - La Petite Peureuse (1838) - La Sortie du bal, романс - La Tramontane - Le Mystère de minuit | - Le Pâtre, для голоса, фортепиано и виолончели - Le Ramier blessé - Le Rendez-vous, трио (1846) - Le Sergent recruteur, scène chantée (1846) - Le Sylphe des amours, mélodie (1847) - Lève-toi - Minuit… - Mon bien-aimé n’est plus - Mourir de peur, ballade pour voix de basse (1838) - Nocturne à deux voix, paroles de Saint-Georges - Oui je t’aime…, duo - Pablo - Pâquerette jolie - Pauvre Cocotte - Pedrigo - Rends-moi mon âme, драматический романс (1843) - Près du lac bleu - Promenade du soir, для трех голосов и фортепиано, слова — J. de Rességuier (1851) - Qui frappe à ta porte ?… - Roses et Papillons - S’il est… - Sarah la blonde, séguedille chantée (1846, Мишель Карре) - Seul dans le monde, вальс со словами - Si j’étais la feuille, mélodie de jeunesse - Si j'étais petit oiseau, mélodie (1849) - Si jeunesse savait, chansonnette (1838) - Silence (1847) - Sous la blanche colonnade - Sur l’épine ou sur la rose - Tristesse - Un ange au doux visage… для голоса, скрипки и фортепиано - Valse pour Mlle Désirée (1868) - Venez trinquer - Virginie au départ, драматический романс |

#### На немецком языке
| - An Minna (À Minna, песня (ок. 1831) - Bleib' bei mir (Пребудь со мной, 1840) - Blein mir treu - Catherein, was willst du mehr? (1853) - Bürgerwehrlied (Hymne de la garde civique, 1848) - Das deutsche Vaterland или Vaterland's Lied - Der deutsche Knabe (Le Gamin allemand, 1848) - Du Röslein purpurroth (La Rose pourpre, 1849) | - Lass mich schlummern (Laisse-moi somnoler, песня (ок. 1831) - Leb'wohl, herzliebster Schatz (Adieu, trésor très aimée, песня, 1848) - Leidvolle Liebe (Amour douloureux, песня, 1848) - Mein Lieb', gleicht dem Bächlein (1853) - O du mein mond (неопубликованная рукопись) - Was fliesset auf dem felde (1853) |

### Оркестровка вокальных сочиненийШуберта
- Баркарола
- Лесной царь, op.1, D. 328
- Gretchen am Spinnrade [Marguerite au rouet], op.2, D. 118
- Des Mädchens Klage [Plainte de la jeune fille]
- Серенада, D. 920

### Хоровые произведения
- Chœur de […] et Venise (1838)
- Der kleine Trommler (1863)
- Hymne, paroles de Bernard Lopez (неопубликованная рукопись)
- Les Moissonneurs, chœur d'introduction et ballade (1846, неопубликованная рукопись)
- Peuple souverain, патриотический гимн (1848)
- Le Réveil, chœur et chanson (1846)
- Ständchen-Gedicht [Серенада] pour chœur d'hommes et quatre cors (1848)
- Valse du bal (1846, неопубликованная рукопись)
- Vive la Suisse (Да здравствует Швейцария)